# جوی دورسی

## زاده آمریکا در سال 1983 به دنیا آمد در تیم بارسلونا بازی میکند
- جوی دورسی در یورولیگ (انگلیسی)
- جوی دورسی در اتحادیه ملی بسکتبال (انگلیسی)
- جوی دورسی در fiba.basketball (انگلیسی)
- جوی دورسی در Basketball-Reference.com (انگلیسی)
- جوی دورسی در ACB.com (اسپانیایی)
- جوی دورسی در Eurobasket.com (انگلیسی)
- جوی دورسی در ESPN.com (انگلیسی)
- جوی دورسی در Sports-Reference.com (انگلیسی)
- جوی دورسی در RealGM (انگلیسی)
- جوی دورسی در Basketball-Reference.com (انگلیسی)